# Rade Bogdanović
Rade Bogdanović (født 21. maj 1970) er en tidligere serbisk fodboldspiller.

## Serbiens fodboldlandshold
| Serbiens landshold | Serbiens landshold | Serbiens landshold |
| År                 | Kmp                | Mål                |
| ------------------ | ------------------ | ------------------ |
| 1997               | 3                  | 2                  |
| Total              | 3                  | 2                  |